# Vermelhinho
Carlos Manuel Oliveiros da Silva, ismertebb nevén Vermelhinho (São João da Madeira, 1959. március 9. – ) portugál válogatott labdarúgó.

## Pályafutása

### Klubcsapatban
1977-ben a Sanjoanense csapatában kezdte a pályafutását. 1978 és 1979 között a Paços de Brandãóban szerepelt kölcsönben. 1980 és 1982 között az Águedában játszott. 1982-től 1989-ig a FC Porto játékosa volt, melynek tagjaként 1987-ben megnyerte a bajnokcsapatok Európa-kupáját, emellett két bajnoki címet szerzett (1985, 1986), valamint egy kupát (1984) és három szuperkupát (1983, 1984, 1986) nyert. Az 1987–88-as szezont a Chaves együttesénél töltötte kölcsönben. 1989 és 1990 között a Braga, 1990 és 1991 között az Espinho játékosa volt. 1991-ben visszatért a Sanjoanenséhez, ahol még négy évig játszott és 1995-ben vonult vissza.

### A válogatottban
1984-ben 2 alkalommal szerepelt a portugál válogatottban. Részt vett és az 1984-es Európa-bajnokságon, de nem kapott lehetőséget egyetlen mérkőzésen sem.

## Sikerei
Porto
- Bajnokcsapatok Európa-kupája (1): 1986–87
- Portugál bajnok (2): 1984–85, 1985–86
- Portugál kupagyőztes (1): 1983–84
- Portugál szuperkupagyőztes (3): 1983, 1984, 1986